# Robin Corsiglia
Robin Corsiglia (n. 12 august 1962, Kirkland⁠(d), provincia Québec, Canada) este o înotătoare ce a reprezentat Canada, medaliată olimpică. A participat la o ediție a Jocurilor Olimpice (1976) în care a câștigat două medalii de bronz.